# 306020 Kormilov
306020 Kormilov este o planetă minoră (asteroid) din Inner Main Belt⁠(d). A fost descoperită pe 22 februarie 2010 la  de Timoer Valerievitsj Krjatsjko⁠(d) și a fost numită după Kormilov, Serghei Ivanovici⁠(d). 
Obiectul prezintă o orbită caracterizată de o semiaxă mare de 1,8948076469127 UAi, o excentricitate de 0,11670257653835, o înclinație de 23,344689340126 ° în raport cu ecliptica.